# スフィア・プロジェクト
スフィア・プロジェクト（スフィアプロジェクト、英語: Sphere Project）は、難民や被災者に対する人道援助の最低基準を定める目的で、1997年に非政府組織（NGO）グループと赤十字・赤新月運動によって開始された計画である。2018年版の改訂に伴い、スフィア・プロジェクトという名称は、スフィアに改称された。
ルワンダ紛争による避難民が1994年にアフリカ大湖沼地域の難民キャンプで多数死亡したことがきっかけで、1998年に人道憲章と人道対応に関する最低基準（英語: Humanitarian Charter and Minimum Standards in Humanitarian Response）、通称スフィア基準（英語: sphere standard）を定めて冊子にまとめた。スフィア基準は、現在は2018年版が公開され、「人道憲章、権利保護の原則、人道支援の必須基準（CHS）、行動規範」の4つの共通の土台と、生命保護のために必要不可欠な4つの要素
- 給水、衛生および衛生促進（WASH）
- 食料安全保障と栄養
- 避難所および避難先の居住地
- 保健医療

を設け、各分野における最低基準を定めている。1人あたりの居住空間は最低3.5m2、男性1対女性3の割合で設置、などが「最低基準」のように取り上げられるが、実際は異なる。最低基準は尊厳ある生活への権利に基づく質的な内容が記載されており、数量は含まれない。
2016年4月、内閣府（防災担当）は、『避難所運営ガイドライン』の中で参考にすべき国際基準としてスフィア基準を紹介した。2017年4月、徳島県は『徳島県避難所運営マニュアル作成指針』を改定し、スフィア基準を盛り込んだ。